# غاريقون
الغَارِيقون أو آجاريكاس (الاسم العلمي: Agaricus)  هو جنس من الفطريات يتبع فصيلة الغاريقونية من رتبة الغاريقونيات. ويضم أنواع صالحة للأكل وأخرى سامة. يتكون هذا الجنس من الفطر أكثر من 300 نوع متوزعة على أنحاء العالم. ومن أنواعه المعروفة فطر الأزرار Agaricus bisporus وغاريقون الحقول Agaricus campestris وهو النوع المسيطر على زراعة الفطر في العالم الغربي.
هو نوع من أنواع الفطر الذي قد يبلغ نموه من حجم قبضة يد إلى حجم رأس إنسان. ويوجد تشكيلة كبيرة لهذا النوع من الناميات وهي تخلف شكلًا ونوع المادة التي تتأقلم عليها.

## مكان نموها
ينمو على جذوع بعض الأشجار وهو على شكل كتل إسفنجية ليفية غير منتظمة الشكل تتكون من خيوط فطرية متداخلة ولونه بني من الخارج أبيض مصفر من الداخل، طعمه في أوله حلاوة وفي آخره مرارة يستعمل كمسهل شديد ويسمى غاريقون أبيض أو غاريقون أنثى.
تنمو بعض أنواع الغاريقون في جذع شجر البلوط، وطعمها معقول يشبه طعم لحم مخالب الكركند. يصنع الصوفان من نوع آخر من الفطر الذي ينبت عند شجر الصفصاف. ويوجد نوع آخر ينمو على جذوع أشجار اللاركس.

## أيام تزهيرها
لا تنبت لها زهور أصلا لأنها فطرية.

## فوائدها الطبية
تساعد على إزالة البلغم، وتوصف للمصابين بالبرد وأوجاع الصدر ولا يوجد لها ضارة أو حتى نافعة لأنها تثقل المعدة، وتخي الأمعاء وقد تسبب الغثيان.

### الاستعمال الحديث
يوجد الكثير من أنواع الغاريقون، بعضها سام وبعضها صالح للأكل، وتستخدم كأدوية للحساسية القوية ضد الزكام والحكة والاحمرار وعند الشعور بالحريق في الكفين والأقدام. وأكثر استعامالاتها في الماضي في الشتاء. أما في الوقت الحاضر، فقد قل استعمالها.

## أنواع
يوجد عدة أنواع من جنس الغاريقون:	 
- غاريقون الحقول (الاسم العلمي: Agaricus campestris)
- غاريقون ثنائي البوغ (الاسم العلمي: Agaricus bisporus)
- غاريقون متباعد (الاسم العلمي: Agaricus semotus)
- غاريقون نشط (الاسم العلمي: Agaricus silvaticus)
- غاريقون حرجي (الاسم العلمي: Agaricus silvicola)
- غاريقون أصفر القشرة (الاسم العلمي: Agaricus xanthoderma)
- غاريقون مدبب (الاسم العلمي: Agaricus acutus)
- غاريقون صيفي (الاسم العلمي: Agaricus aestivalis)
- غاريقون جذاب (الاسم العلمي: Agaricus affinis)
- غاريقون ألبرتي (الاسم العلمي: Agaricus albertii)
- غاريقون ثعلبي (الاسم العلمي: Agaricus alopochrous)
- غاريقون ضيق الأوراق (الاسم العلمي: Agaricus angustifolius)
- غاريقون حولي (الاسم العلمي: Agaricus annae)
- غاريقون حلقي (الاسم العلمي: Agaricus annularius)
- غاريقون قطبي شمالي (الاسم العلمي: Agaricus arcticus)
- غاريقون فضي (الاسم العلمي: Agaricus argenteus)
- غاريقون شيحي (الاسم العلمي: Agaricus artemisiae)
- غاريقون قصبي (الاسم العلمي: Agaricus arundinetum)
- غاريقون بنفسجي داكن (الاسم العلمي: Agaricus atroviolaceus)
- غاريقون ديفوني (الاسم العلمي: Agaricus devoniensis)
- غاريقون إصبعي (الاسم العلمي: Agaricus digitalis)
- غاريقون ملون (الاسم العلمي: Agaricus discolor)
- غاريقون محمر (الاسم العلمي: Agaricus erubescens)
- غاريقون أساتي (الاسم العلمي: Agaricus essettei)
- غاريقون ليفي (الاسم العلمي: Agaricus fibrosus)
- غاريقون فييري (الاسم العلمي: Agaricus freirei)
- غاريقون أغبس سبط الألياف (الاسم العلمي: Agaricus fuscofibrillosus)
- غاريقون أغبس (الاسم العلمي: Agaricus fuscovelatus)
- غاريقون غيستراني (الاسم العلمي: Agaricus geesterani)
- غاريقون لطيف (الاسم العلمي: Agaricus gentilis)
- غاريقون أملس (الاسم العلمي: Agaricus glaber)
- غاريقون صمغي (الاسم العلمي: Agaricus glutinosus)
- غاريقون متأخر (الاسم العلمي: Agaricus tardus)
- غاريقون خيمي (الاسم العلمي: Agaricus umbellatus)
- غاريقون متموج (الاسم العلمي: Agaricus undatus)
- غاريقون غمدي (الاسم العلمي: Agaricus vaginatus)
- غاريقون متباين (الاسم العلمي: Agaricus variegans)
- غاريقون ربيعي (الاسم العلمي: Agaricus vernalis)
- غاريقون قضيبي (الاسم العلمي: Agaricus virgatus)
- غاريقون نضر (الاسم العلمي: Agaricus viridis)
- غاريقون حرشفي أصفر (الاسم العلمي: Agaricus xantholepis)